# Juliane Borchert
Juliane Borchert (* 9. Februar 1989 in Dresden) ist eine deutsche Festkörperphysikerin. Sie erhielt 2024 den Hertha-Sponer-Preis der Deutschen Physikalischen Gesellschaft.

## Biografie
Juliane Borchert studierte von 2008 bis 2012 Physik an der Freien Universität Berlin und der Humboldt-Universität zu Berlin. Nach erfolgreichem Abschluss ihres Bachelors absolvierte sie eine Ausbildung zur Solarteurin (Fachkraft für Solartechnik) und erlangte so praktische Kenntnisse im Bereich der Photovoltaik. Bis 2015 schloss sie ein Master-Studium der Physik an der Martin-Luther-Universität Halle-Wittenberg ab. In dieser Zeit absolvierte sie von 2013 bis 2014 ein Austauschsemester an der Rijksuniversiteit Groningen in den Niederlanden. In ihrer Masterarbeit untersuchte sie das Wachstum von Perowskitschichten für die Photovoltaik.
Von 2015 bis 2019 promovierte sie am Wadham College der Universität Oxford zu Hybrid-Metall-Halogenid-Perowskit-Dünnschichten für optoelektronische Anwendungen. Sie erhielt dafür einen EPSRC Doctoral Prize verbunden mit einem einjährigen Postdoc-Stipendium in Oxford, vergeben durch Research Fellowship des Engineering and Physical Sciences Research Council (EPSRC). Von 2020 bis 2022 war sie Postdoc an der Universität Cambridge und am AMOLF Institut in Amsterdam.
Seit Juli 2022 leitet sie die Forschungsgruppe Neuartige Solarzellen-Konzepte am Fraunhofer-Institut für Solare Energiesysteme in Freiburg und ist Nachwuchsgruppenleiterin am Institut für Nachhaltige Technische Systeme der Albert-Ludwigs-Universität Freiburg. Das Labor, das sie seit 2022 aufbaut, wird von der Vector Stiftung gefördert. Borchert ist assoziierte Forscherin am Exzellenzcluster Living, Adaptive and Energy-autonomous Materials Systems (livMatS).

## Forschungsschwerpunkte
Juliane Borchert forscht an Perowskiten und deren Einsatz in Solarzellen, besonders als Tandem-Material in Perowskit-Silizium-Solarzellen. Aufgrund ihrer hervorragenden optoelektronischen Merkmale und der Möglichkeit, die Bandlücke anzupassen, sind Perowskite in Kombination mit Silizium besonders gut geeignet für die Entwicklung von leistungsfähigen Tandemsolarzellen. Die Herstellung dieser dünnen Schichten erfolgt vorzugsweise durch physikalische Gasphasenabscheidung, eine Methode, die von Juliane Borchert umfassend erforscht wird.

## Auszeichnungen
- 2022 wurde Borchert zur Kollegiatin des Elisabeth-Schiemann-Kolleg der Max-Planck-Gesellschaft berufen.[6]
- 2024 erhielt Borchert den Hertha-Sponer-Preis der Deutschen Physikalischen Gesellschaft „für ihre herausragenden Beiträge zum Verständnis der Prozesse für höchsteffiziente Perowskit-Solarzellen. Ihr innovativer Ansatz, Gasphasenabscheidung und Photolumineszenz zu kombinieren, ermöglicht die zielgerichtete Optimierung der Perowskit-Schichten in neuartigen Tandemsolarzellen.“.[7]

## Publikationen (Auswahl)
- Juliane Borchert, Heidi Boht, Wolfgang Fränzel, René Csuk, Roland Scheer, Paul Pistor: Structural investigation of co-evaporated methyl ammonium lead halide perovskite films during growth and thermal decomposition using different PbX 2 (X = I, Cl) precursors. In: Journal of Materials Chemistry A. Band 3, Nr. 39, 2015, ISSN 2050-7488, S. 19842–19849, doi:10.1039/C5TA04944J.

- Juliane Borchert, Ievgen Levchuk, Lavina C. Snoek, Mathias Uller Rothmann, Renée Haver, Henry J. Snaith, Christoph J. Brabec, Laura M. Herz, Michael B. Johnston: Impurity Tracking Enables Enhanced Control and Reproducibility of Hybrid Perovskite Vapor Deposition. In: ACS Applied Materials & Interfaces. Band 11, Nr. 32, 14. August 2019, ISSN 1944-8244, S. 28851–28857, doi:10.1021/acsami.9b07619.

- Mathias Uller Rothmann, Judy S. Kim, Juliane Borchert, Kilian B. Lohmann, Colum M. O’Leary, Alex A. Sheader, Laura Clark, Henry J. Snaith, Michael B. Johnston, Peter D. Nellist, Laura M. Herz: Atomic-scale microstructure of metal halide perovskite. In: Science. Band 370, Nr. 6516, 30. Oktober 2020, ISSN 0036-8075, doi:10.1126/science.abb5940.

- Adam D. Wright, George Volonakis, Juliane Borchert, Christopher L. Davies, Feliciano Giustino, Michael B. Johnston, Laura M. Herz: Intrinsic quantum confinement in formamidinium lead triiodide perovskite. In: Nature Materials. Band 19, Nr. 11, November 2020, ISSN 1476-1122, S. 1201–1206, doi:10.1038/s41563-020-0774-9.

- Karim A. Elmestekawy, Adam D. Wright, Kilian B. Lohmann, Juliane Borchert, Michael B. Johnston, Laura M. Herz: Controlling Intrinsic Quantum Confinement in Formamidinium Lead Triiodide Perovskite through Cs Substitution. In: ACS Nano. Band 16, Nr. 6, 28. Juni 2022, ISSN 1936-0851, S. 9640–9650, doi:10.1021/acsnano.2c02970.

- Maryamsadat Heydarian, Minasadat Heydarian, Alexander J. Bett, Martin Bivour, Florian Schindler, Martin Hermle, Martin C. Schubert, Patricia S. C. Schulze, Juliane Borchert, Stefan W. Glunz: Monolithic Two-Terminal Perovskite/Perovskite/Silicon Triple-Junction Solar Cells with Open Circuit Voltage >2.8 V. In: ACS Energy Letters. Band 8, Nr. 10, 13. Oktober 2023, ISSN 2380-8195, S. 4186–4192, doi:10.1021/acsenergylett.3c01391.